# ممارس صحي
ممارس صحي هو الشخص الذي يوفر خدمات الرعاية الصحية الوقائية أو العلاجية أو الترويجية أو التأهيلية بطريقة منظمة للأفراد أو العائلات أو المجتمعات.
مهني الصحة (يعرف أيضاً بعامل الصحة) وقد يكون ضمن الطب أو الجراحة أو العلاج الفيزيائي أو القبالة (توليد) أو طب الأسنان أو التمريض أو الصيدلة أو المهن الصحية المساعدة. الممارسون الصحيون من الممكن أن يكونوا مهنيين بالصحة العامة والاجتماعية.

## الممارسون والمهنيون
يشمل عمل ممارسون الرعاية الصحية كلاً من الأطباء وأطباء الأسنان والصيادلة ومساعدين الأطباء والممرضين (يشمل الممرضين الممارسين والمتقدمين والمسجلين رسمياً) والجراحين ومساعد الجراح والتقني الجراحة والقابلات (التوليدي) وأخصائيين التغذية وأخصائيين المعالجة واختصاصيين علم النفس والمعالجين اليدويين والموظفين السريريين والعاملين الاجتماعيين والفصادين وأخصائيين الطب الطبيعي وتقنيين المعالجة التنفسية والمعالجين المهنيين وأخصائيين السمع وأخصائيين باثولوجيا الكلام وأطباء العيون وتقنيين طب الطوارئ وموظفين الإسعاف وعلماء المختبرات الطبية وفنيين الأطراف الصناعية الطبية ومصورين الأشعة السينية وتشكيلة واسعة من الموارد البشرية المدربة لتقديم نوع من خدمة الرعاية الصحية. فإنهم عادةً ما يعملون في المستشفيات ومراكز المحافظة على الصحة والعديد من نقاط تقديم الخدمات بل وفي التدريب الأكاديمي والبحث والإدارة أيضاً. ويقدم بعضهم خدمات الرعاية والعلاج للمرضى في دور المسنين. لدى العديد من الدول عدد كبير من العاملين في الصحة الاجتماعية والذين يعملون خارج المؤسسات الرعاية الصحية الرسمية. ويقدم بعضهم خدمات الرعاية والعلاج للمرضى في دور المسنين. لدى العديد من الدول عدد كبير من العاملين في الصحة الاجتماعية والذين يعملون خارج المؤسسات الرعاية الصحية الرسمية. ويعتبر أيضاً مديري خدمات الرعاية الصحية وفنيي المعلومات الصحية والموظفين المساعدين الآخرين والعمال الداعمين جزاءً حيوياً من فرق الرعاية الصحية.
عادة ما يصنف ممارسو الرعاية الصحية إلى خمسة مجالات رئيسية:
1.	الطب (تشمل الممارسين العامين والاخصائيين).
2.	التمريض (تتضمن العديد من الألقاب المهنية).
3.	القبالة (التوليدي).
4.	طب الأسنان.
5.	وتشمل المهن الصحية الأخرى المعالجة المهنية والصيدلة والعلاج الطبيعي والعلاج الإسعافي والعلاج التنفسي والمصور بالأشعة السينية والعديد من أخصائيين الصحة الآخرين.
6.	الجراحة.
غالباً ما يتم تصنيف الممارسون داخل كل مجال خبرة بحسب مستوى المهارة ومهارة التخصص. مهنيون الصحة هم عاملون ذوي مهارات عالية في مهن تتطلب عادة معرفة واسعة بما في ذلك الحصول على منحة من درجة التأهيل الأولى أو العالية للمستوى الدراسي الجامعي. ويشمل هذا التصنيف الأطباء ومساعدين الأطباء وأطباء الأسنان والقابلات (التوليدي) والممرضين المسجلين والصيادلة وأخصائيون العلاج الطبيعي وأطباء العيون وآخرين. يشار لقب مهنيون الصحة المساعدون إلى المهنيين الصحة المساعدين أيضاً في التصنيف الدولي الموحد للمهن والدعم التنفيذي بالرعاية الصحية وخطة العلاج وإحالتها وعادة ما ينشئها الطب والتمريض والمهنيون الآخرين وعادة ما تتطلب مؤهل رسمي لممارسة مهنهم. بالإضافة إلى موظفين مساعدين غير مرخصين يساعدون في تقديم الخدمات الرعاية الصحية كما هو مسموح به.
وتوجد طريقة أخرى لتصنيف ممارسين الرعاية الصحية وهي بحسب المجال الفرعي الذي يمارسونه كالرعاية الصحية العقلية أو رعاية الحمل والولادة أو الرعاية الجراحية أو الرعاية التأهيلية أو الصحة العامة.

## ممارسو الصحة العقلية
ممارس الصحة العقلية هو عامل الصحة الذي يقدم الخدمات بهدف تحسين الصحة العقلية لدى الأفراد أو علاج المرض العقلي. ويشمل هذا الأطباء النفسيين واخصائيي علم النفس السريري والعاملين العيادين الاجتماعيين وممارسي التمريض الصحي العقلي والنفسي وأخصائيي علاج الزواج والعائلة كما هو الحال في مهنيي الصحة والمهن الصحية المساعدة الأخرى. فإن مقدمي الرعاية الصحية هؤلاء غالباً ما يتعاملون مع نفس الأمراض والاضطرابات والحالات والقضايا ولكن نطاق ممارستهم غالباً ما يختلف. الفرق الأكثر أهمية في فئات ممارسين الصحة العقلية هو التعليم والتدريب.

## ممارسو الصحة للأم وحديثي الولادة
ممارس الصحة للأم وحديث الولادة هو عامل الصحة الذي يتعامل مع رعاية المرأة وأطفالها قبل الحمل والولادة وخلاله وبعده. ويشمل هذا أخصائيي التوليد والقابلات (التوليدي) وممرضي التوليد وآخرين. أحد الفروق الرئيسية بين هذه المهن هو التدريب والسلطة لتقديم الخدمات الجراحية والتدخلات المنقذة للحياة الأخرى. تعتبر المولدات التقليديات أو قابلات التقليديات في بعض الدول النامية هي المصدر الأساسي لرعاية الحمل والولادة عند العديد من النساء والعائلات بالرغم من أن عملهم غير موثق أو مرخص.

## ممارسو رعاية المسنين
يخطط ممارس رعاية المسنين وينسق الرعاية لكبير السن و/أو المعاق لتعزيز صحتهم وتحسين طبيعة حياتهم والمحافظة على استقلالهم لأطول فترة ممكنة. ويشمل ذلك أخصائيي طب المسنين وممارسي التمريض في علم المسنين الكبار وأخصائيي التمريض السريري والصيادلة المسنين السريرية وممرضي المسنين ومديري الرعاية بالمسنين ومساعدي المسنين وآخرين ممن يركزون على احتياجات الرعاية الصحية والنفسية لكبار السن.

## ممارسو الجراحة
ممارس الجراحة هو عامل الصحة المتخصص في تخطيط الرعاية للمريض وتسليمها بالفترة المحيطة بالجراحة كما يشمل ذلك خلال مراحل البنج والجراحة والشفاء. وقد يشمل ذلك الجراح المختص أو العام ومساعد الجراح وطبيب التخدير وممرضة التخدير وممرضة الجراحة والموظف السريري والممارسين داخل قسم العمليات وفنيي التخدير وفنيي الجراحة وآخرين.

## ممارسو الرعاية التأهيلية
ممارس رعاية التأهيل هو عامل الصحة الذي يقدم الرعاية والعلاج التي تهدف إلى تعزيز وتجديد القدرة والجودة الوظيفية لحياة الأشخاص ذوي الضعف البدني أو العجز البدني. ويشمل هذا الأطباء الفيزيائيين والممرضين التأهيليين واخصائيي التمريض السريري وممارسي التمريض وأخصائيي العلاج الطبيعي وأخصائيي التقاويم وأخصائيي الأطراف الصناعية والمعالجين المهنيين وأخصائيي المعالجة بالترفيه وأخصائيي السمع وأخصائيي علم أمراض الكلام واللغة وأخصائيي المعالجة التنفسية ومستشاري التأهيل وفنيي العلاج الطبيعي وفنيي التقاويم وفنيي الأطراف الصناعية ومساعدي الرعاية الشخصية وآخرين.

## ممارسو رعاية العين
قد تقدم رعاية وعلاج العين وملحقاتها من أطباء العيون المتخصصين في الرعاية الجراحية/الطبية أو فاحصين النظر المتخصصين في إدارة الانكسارية والرعاية الطبية/العلاجية.

## ممارسو صحة الفم
ممارس العناية بالأسنان هو عامل الصحة الذي يقدم الرعاية والعلاج لتعزيز صحة الفم وتجديدها. ويشمل هذا أطباء وجراحي الأسنان ومساعدي أطباء الأسنان ومعاونين في طب الأسنان وممرضي الأسنان وفنيي الأسنان وأخصائيي الأسنان والألقاب المهنية المتعلقة بها.

## ممارسو رعاية القدم
تقدم رعاية وعلاج القدم والكاحل والساق من أخصائيي الأقدام والإسكاف الطبي وممارسي صحة القدم والمساعدين الطبيين للعناية بالقدم وممرض العناية بالقدم وآخرين.

## ممارسو الصحة العامة
يركز ممارس الصحة العامة على تحسين الصحة بين أفراد والعائلات والمجتمعات من خلال الوقاية من الأمراض والإصابات وعلاجها ومراقبة الحالات وتعزيز السلوكيات الصحية. وتشمل هذه الفئة أخصائيي الطب الاجتماعي والوقائي وممرضي الصحة العامة وأخصائيي التمريض السريري وأخصائيي التغذية وموظفي الصحة البيئية وموظفي الإسعاف وأخصائيي الوبائيات ومفتشي الصحة وآخرين.

## ممارسو الطب التقليدي والتكميلي
وفي العديد من المجتمعات يعتبر ممارسو الطب التقليدي أو البديل مقدمين مهمين للرعاية الصحية الأولية إما كنظام رعاية صحية رسمي متكامل داخله أو متبقي خارجه. ويشمل هذا ممارسي الوخز بالإبر وطب الأيورفيدا وطب الأعشاب والمعالجة المثلية والمعالجة الطبيعية وطب سيدا (طب الحكماء) والطب الصيني التقليدي والطب الكوري التقليدي والطب اليوناني.

## شروط الممارسة وقواعدها

### نقص في مهنيي الصحة
تبلغ العديد من السلطات القضائية عن نقص في عدد الموارد البشرية الصحية المدربة لتلبية الاحتياجات الصحية للسكان و/أو أهداف تقديم الخدمات وخاصة في المناطق المحرومة من الخدمات الطبية. ففي الولايات المتحدة على سبيل المثال استثمرت الميزانية الفيدرالية مبلغ 330 مليون دولار في عام 2010 لزيادة عدد الأطباء والممرضين وأطباء الأسنان وتدريبهم في المناطق من البلاد والتي تعاني نقص في مهنيين الصحة. ومدت هذه الميزانية لتشمل برامج سداد القروض للأطباء والممرضين وأطباء الأسنان الذين يوافقون على مباشرة العمل في المناطق المحرومة من الخدمات الطبية. ستعزز هذه الموارد المالية سعة مدراس التمريض لزيادة عدد الممرضين. وسيسمح هذا للولايات من زيادة الحصول على الرعاية الصحية للفم من خلال منح لتنمية القوى العاملة في الأسنان. وستواصل مصادر الميزانية الجديدة بتوسيع تمويل القوى العاملة في الرعاية الصحية في قانون الانتعاش.
وفي كندا فأعلنت الميزانية الفيدرالية برنامج الغفران للقروض الطلابية في كندا عام 2011 لتشجيع ودعم العائلات الجديدة من الأطباء وممارسين التمريض والممرضين لمباشرة عملهم في المجتمعات الريفية المحرومة أو النائية من البلاد بما في ذلك المجتمعات التي تقدم خدمات صحية لسكان الأمم الأولى والأسكيمو.
أبلغت وزارة الصحة في أوغندا أنه يوجد ما يصل إلى 50% من المناصب الوظيفية للعمال الصحيين لاتزال شاغرة في المناطق الريفية والمحرومة. كما أجرت الوزارة البحوث والتحليلات المكلفة في أوائل عام 2011 لتحديد الوسائل الجذابة والمقنعة للبقاء الأنسب في مناطق البلاد الريفية لموظفي الطب وموظفي التمريض والصيادلة وفنيين المختبرات.
أما في المستوى العالمي فتقدر منظمة الصحة العالمية أن النقص من الأطباء والقابلات والممرضين والعمال الداعمين يبلغ حوالي 4.3 مليون في جميع أنحاء العالم لتلبية تغطية المستويات المستهدفة لتدخلات الرعاية الصحية الأولية الأساسية. وقد أبلغ بأن النقص يوجد في 57 دولة من أشد البلدان فقراً خصوصاً في جنوب الصحراء الكبرى من أفريقيا.

## الصحة والإجهاد بين ممارسي الرعاية الصحية
تقترح بعض الدراسات أن الإجهاد في مكان العمل منتشر في قطاع الرعاية الصحية ويعود ذلك بسبب عدم كفاءة مستويات التوظيف والعمل لساعات طويلة ومواجهة الأمراض المعدية والمواد الخطرة التي تؤدي إلى مرض أو موت، أما في بعض الدول يوجد تهديد بدعوى ضد الإهمال. وفقاً لبلاغ من المعهد الوطني للصحة والسلامة المهنية في الولايات المتحدة كان محتواه أن عمال الرعاية الصحية هم أكثر من غيرهم من المهن الأخرى في معدل تعاطي المخدرات والانتحار ولديهم نسب أعلى في الاكتئاب والقلق المرتبط بإجهاد العمل. وارتبط ارتفاع مستويات الإجهاد أيضاً بمعدلات عالية من الإرهاق والغياب وأخطاء التشخيص التي أدت إلى انخفاض معدلات رضا المرضى. أما في كندا فقد أشار التقرير الوطني لمقدمي الرعاية الصحية في كندا أيضاً إلى معدلات عالية جداً للتغيب بسبب المرض أو العجز بين عمال الرعاية الصحية مقارنةً بالسكان العاملين الباقين بالرغم من أنه أبلغ بأن هؤلاء الذين يعملون في الرعاية الصحية لديهم مستويات مماثلة من الصحة الجيدة ولديهم تقارير أقل بالتعرض للإصابة في العمل.
قد تواجه عاملات الرعاية الصحية أنواع معينة من الظروف الصحية والإجهاد المتعلق بمكان العمل. وفقاً لمنظمة الصحة العالمية أن النساء يتركزن في القوى العاملة الصحة النظامية في العديد من الدول والتعرض لإصابة العظام والعضلات (الناجمة عن المهام الوظيفية التي تتطلب جهداً بدنياً كالحمل ونقل المرضى) والإرهاق. تتعرض العاملات الصحة إلى العقاقير والمواد الكيميائية الخطرة في مكان العمل مما قد يسبب نتائج إنجابية سلبية كالإجهاض الفوري والتشوهات الخلقية. يخضعن عاملات في الصحة للعنف القائم على الجنس أيضاً من زملاء العمل والمرضى في بعض السياقات.
أما بالنسبة للعنف في مكان العمل فيخضع كل عامل للرعاية الصحية إلى مخاطر أعلى للإصابة أثناء العمل. ويشكل المرضى والزوار الذين هم حالة سكر والمضطربين والعدائيين تهديداً مستمراً لمقدمين الرعاية الذين يحاولون علاج المرضى. الاعتداء والعنف في محيط الرعاية الصحية لا يبلغ عنه في كثير من الأحيان بسبب الظن الخاطئ بأنه جزءاً من العمل.
وفي بيئة العمل المتغيرة باستمرار يواجه مقدمون الرعاية الصحية مخاطرة خطيرة في عملهم وتشمل إصابات الوخز بالإبر وإصابات الظهر والعنف والانزلاق والسقوط والإجهاد. ومن المهم لمهنين المهنة الصحية في مرافق الرعاية الصحية مراقبة الإصابات المهنية وأمراضها ليتمكنوا من المحافظة على القوى العاملة في صحة تامة. شبكة الصحة والسلامة المهنية (OHSN) هي نظام مراقبة إلكترونية آمن طوره المعهد الوطني للسلامة والصحة الوطنية (NIOSH) للتعامل مع مخاطر الصحة والسلامة بين مقدمي الرعاية الصحية. يمكن للمستشفيات ومرافق الرعاية الصحية الأخرى تحميل بيانات الإصابة المهنية التي قاموا بتجميعها من قبل إلى قاعدة بيانات آمنة لتحليلها ومقارنتها بالمرافق التي تم تحديدها من خلال الولايات المتحدة. يعمل المعهد الوطني للسلامة والصحة الوطنية مع المشاركين في شبكة الصحة والسلامة في تحديد وتنفيذ التدخلات الموقتة والهادفة. تركز وحدات شبكة الصحة والسلامة حالياً على ثلاث مخاطر عالية وأحداث يمكن تفاديها وكل ذلك يمكن أن يقود إلى الإصابات أو اضطرابات عضلية هيكلية بين مقدمي الرعاية الصحية: صابات العظام والعضلات من حركات المرضى المسؤولين عنهم والانزلاقات والرحلات والسقوط والعنف في مكان العمل. التسجيل بشبكة الصحة والسلامة مفتوح لجميع مرافق الرعاية الصحية.

## تنظيم المهنيين وتسجيلهم
الممارسة بدون ترخيص ساري وجاري الصلاحية فهذا غير قانوني إجمالاً. في العديد من السلطات القضائية فإن توفير خدمات الرعاية الصحية الموفرة تنظمها الحكومة، فقد يواجه الأفراد الذين عثر عليهم يمارسون الطب أو التمريض أو الخدمات المهنية الأخرى بدون الشهادة أو الرخصة المناسبة إلى عقوبات تشمل اتهامات جنائية أيضاً تقودهم إلى السجن. حيث أنه تختلف في جميع السلطات القضائية عدد المهن الخاضعة للتنظيم والشروط المطلوبة من الأفراد لتلقي الترخيص المهني وطبيعة العقوبات المفروضة في حالة عدم الامتثال لما هو مطلوب.
موجب قوانين ولاية ميشيغان في الولايات المتحدة على سبيل المثال إذا وجد المذنب لجناية يمارس مهنة صحية خاضعة لتنظيم بدون أن يكون لديه ترخيص أو تسجيل ساري خاص به أو تجاوز مدة ترخيص محدود أو مدة تسجيل مسموح به. تحدد قوانين الولاية نطاق ممارسة الطب والتمريض وعدداً من المهن الصحية المساعدة. ما في فلوريدا فتعتبر ممارسة الطب بدون الترخيص المناسب جريمة تصنف على أنها جناية من الدرجة الثالثة والتي قد تعطي مرتكبها السجن لمدة تصل إلى خمس سنوات. تصنف ممارسة مهنة الرعاية الصحية بدون ترخيص والتي ينتج عنها إصابة جسدية خطيرة كجناية من الدرجة الثانية وعقوبتها الحبس بالسجن مدة قد تزيد عن 15 سنة.
أما في المملكة المتحدة فالدولة تقوم بتنظيم مهنيون الرعاية الصحية، فإن مجلس مهن الصحة والرعاية في المملكة المتحدة (HCPC) يحمي كل «عنوان» لكل مهنة يقوم بتنظيمه. فعلى سبيل المثال يعتبر من غير القانوني أن يسمي شخصاً ما نفسه أخصائي علاج طبيعي أو مصور بالأشعة السينية إذا لم يكن مسجلاً في السجل الخاص بمجلس مهن الصحة والرعاية.

## وصلات خارجية
- منظمة الصحة العالمية: العاملون في مجال الصحة